# Bangladesh op de Olympische Zomerspelen 2020
Bangladesh nam deel aan de Olympische Zomerspelen 2020 in Tokio, Japan. De selectie bestond uit zes atleten, actief in vier verschillende disciplines. De atleten wisten geen medailles te behalen.

## Atleten
Hieronder volgt een overzicht van de atleten die zich hebben verzekerd van deelname aan de Olympische Zomerspelen 2020.
| sport        | mannen | vrouwen | totaal |
| ------------ | ------ | ------- | ------ |
| Atletiek     | 1      | 0       | 1      |
| Boogschieten | 1      | 1       | 2      |
| Schietsport  | 1      | 0       | 1      |
| Zwemmen      | 1      | 1       | 2      |
| totaal       | 4      | 2       | 6      |

## Sporten

### Atletiek
Mannen
Loopnummers
| atleet                | onderdeel | series | series | kwartfinale | kwartfinale | halve finale   | halve finale   | finale         | finale         |
| atleet                | onderdeel | tijd   | rang   | tijd        | rang        | tijd           | rang           | tijd           | rang           |
| --------------------- | --------- | ------ | ------ | ----------- | ----------- | -------------- | -------------- | -------------- | -------------- |
| Mohammad Jahir Rayhan | 400 m     | 48,29  | 8      | n.v.t.      | n.v.t.      | niet geplaatst | niet geplaatst | niet geplaatst | niet geplaatst |

### Boogschieten
Mannen
| atleet      | onderdeel   | plaatsingsronde | plaatsingsronde | eerste ronde         | tweede ronde         | derde ronde          | kwartfinale          | halve finale         | finale / BM          | finale / BM |
| atleet      | onderdeel   | score           | rang            | tegenstander uitslag | tegenstander uitslag | tegenstander uitslag | tegenstander uitslag | tegenstander uitslag | tegenstander uitslag | rang        |
| ----------- | ----------- | --------------- | --------------- | -------------------- | -------------------- | -------------------- | -------------------- | -------------------- | -------------------- | ----------- |
| Ruman Shana | individueel | 662             | 17              | T Hall W 7 – 3       | C Duenas V 4 – 6     | niet geplaatst       | niet geplaatst       | niet geplaatst       | niet geplaatst       | 17          |

Vrouwen
| atleet        | onderdeel   | plaatsingsronde | plaatsingsronde | eerste ronde           | tweede ronde         | derde ronde          | kwartfinale          | halve finale         | finale / BM          | finale / BM |
| atleet        | onderdeel   | score           | rang            | tegenstander uitslag   | tegenstander uitslag | tegenstander uitslag | tegenstander uitslag | tegenstander uitslag | tegenstander uitslag | rang        |
| ------------- | ----------- | --------------- | --------------- | ---------------------- | -------------------- | -------------------- | -------------------- | -------------------- | -------------------- | ----------- |
| Diya Siddique | individueel | 635             | 36              | K Dziominskaya V 5 – 6 | niet geplaatst       | niet geplaatst       | niet geplaatst       | niet geplaatst       | niet geplaatst       | 33          |

Gemengd
| atlete                    | onderdeel | plaatsingsronde | plaatsingsronde | eerste ronde         | kwartfinale          | halve finale         | finale / BM          | finale / BM |
| atlete                    | onderdeel | score           | rang            | tegenstander uitslag | tegenstander uitslag | tegenstander uitslag | tegenstander uitslag | rang        |
| ------------------------- | --------- | --------------- | --------------- | -------------------- | -------------------- | -------------------- | -------------------- | ----------- |
| Diya Siddique Ruman Shana | team      | 1297            | 16              | Zuid-Korea V 0 – 6   | niet geplaatst       | niet geplaatst       | niet geplaatst       | 9           |

### Schietsport
Mannen
| atleet            | onderdeel        | kwalificaties | kwalificaties | finale         | finale         |
| atleet            | onderdeel        | punten        | rang          | punten         | rang           |
| ----------------- | ---------------- | ------------- | ------------- | -------------- | -------------- |
| Abdullah Hel Baki | 10 m luchtgeweer | 619,8         | 41            | niet geplaatst | niet geplaatst |

### Zwemmen
Mannen
| atleet          | onderdeel       | series | series | halve finale   | halve finale   | finale         | finale         |
| atleet          | onderdeel       | tijd   | rang   | tijd           | rang           | tijd           | rang           |
| --------------- | --------------- | ------ | ------ | -------------- | -------------- | -------------- | -------------- |
| Md Ariful Islam | 50 m vrije slag | 24,81  | 51     | niet geplaatst | niet geplaatst | niet geplaatst | niet geplaatst |

Vrouwen
| atlete        | onderdeel       | series | series | halve finale   | halve finale   | finale         | finale         |
| atlete        | onderdeel       | tijd   | rang   | tijd           | rang           | tijd           | rang           |
| ------------- | --------------- | ------ | ------ | -------------- | -------------- | -------------- | -------------- |
| Junayna Ahmed | 50 m vrije slag | 29,78  | 68     | niet geplaatst | niet geplaatst | niet geplaatst | niet geplaatst |